# Rheinischer Ritterkreis
Der Rheinische Ritterkreis war der Zusammenschluss der reichsunmittelbaren Ritter des Rheinlandes im Heiligen Römischen Reich.

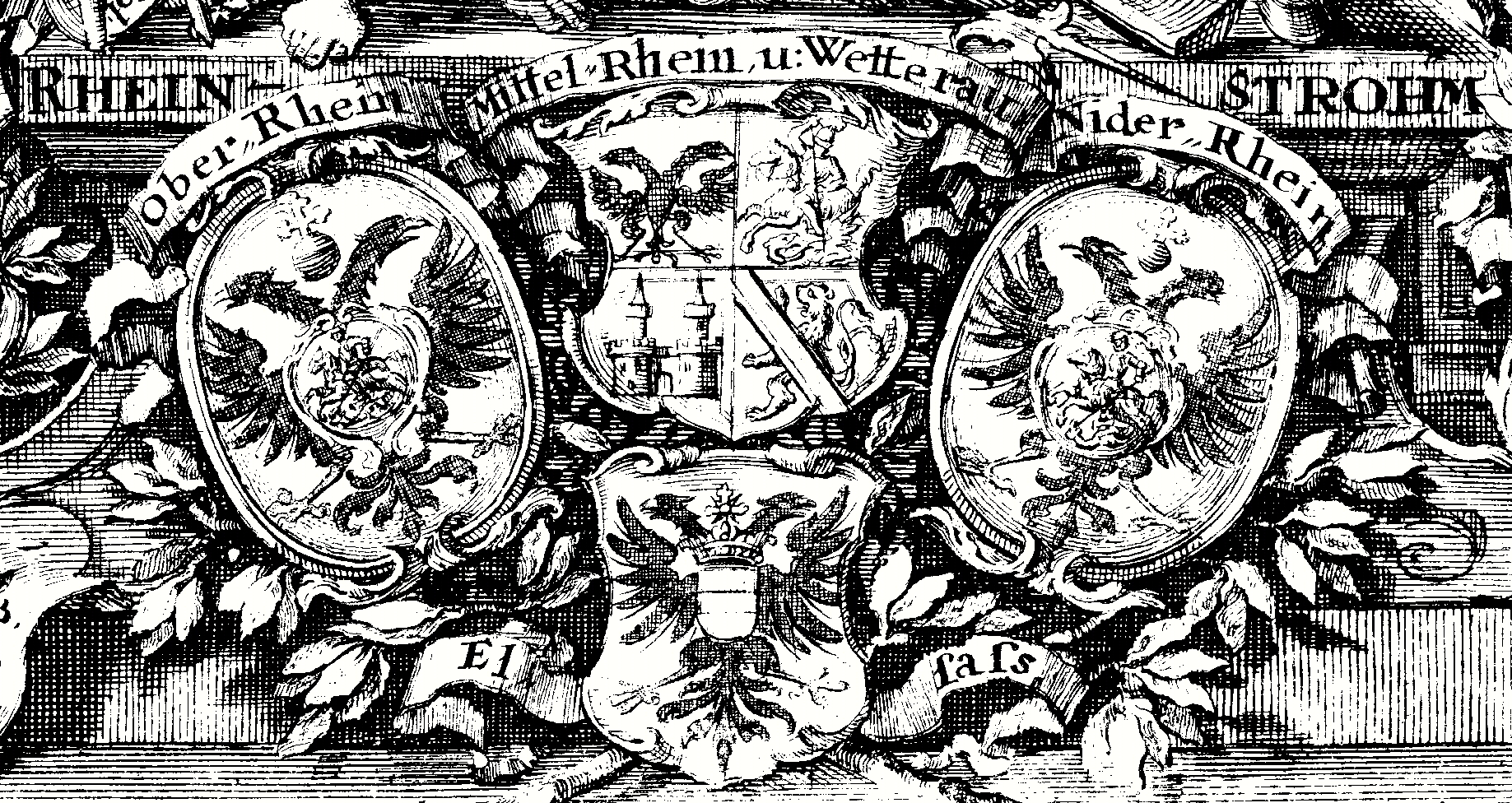
Wappen der drei rheinischen Ritterkantone

## Geschichte und Aufbau
Die rheinischen reichsunmittelbaren Ritter gehörten seit 1577 zusammen mit der schwäbischen und der fränkischen Ritterschaft der Freien Reichsritterschaft an. Seit 1651/1652 verfügten die rheinischen Ritter über eine eigene Verfassung.
Insgesamt umfasste die Rheinische Reichsritterschaft etwa 360 Mitgliedsterritorien. Die Rheinische Reichsritterschaft wurde aber nur von etwa 60 Familien beherrscht. Die Zahl ihrer Einwohner betrug rund 90.000.
Wie die übrigen Ritterkreise war auch der rheinische in Kantone gegliedert: Der Kanton Oberrheinstrom mit Sitz in Mainz, der Kanton Mittelrheinstrom mit Sitz in Friedberg und der Kanton Niederrheinstrom mit Sitz in Koblenz.
Nach dem Frieden von Lunéville von 1801 wurden die linksrheinischen Ritterschaften Teile Frankreichs. Im Zuge der Auflösung des Heiligen Römischen Reiches und der Mediatisierung 1805/1806 hörten die Ritterschaften – und mit ihnen auch der Rheinische Ritterkreis – auf zu bestehen.